# Chrysosoma philippinense
Chrysosoma philippinense är en tvåvingeart som beskrevs av Frey 1924. Chrysosoma philippinense ingår i släktet Chrysosoma och familjen styltflugor. Inga underarter finns listade i Catalogue of Life.